# William Klein

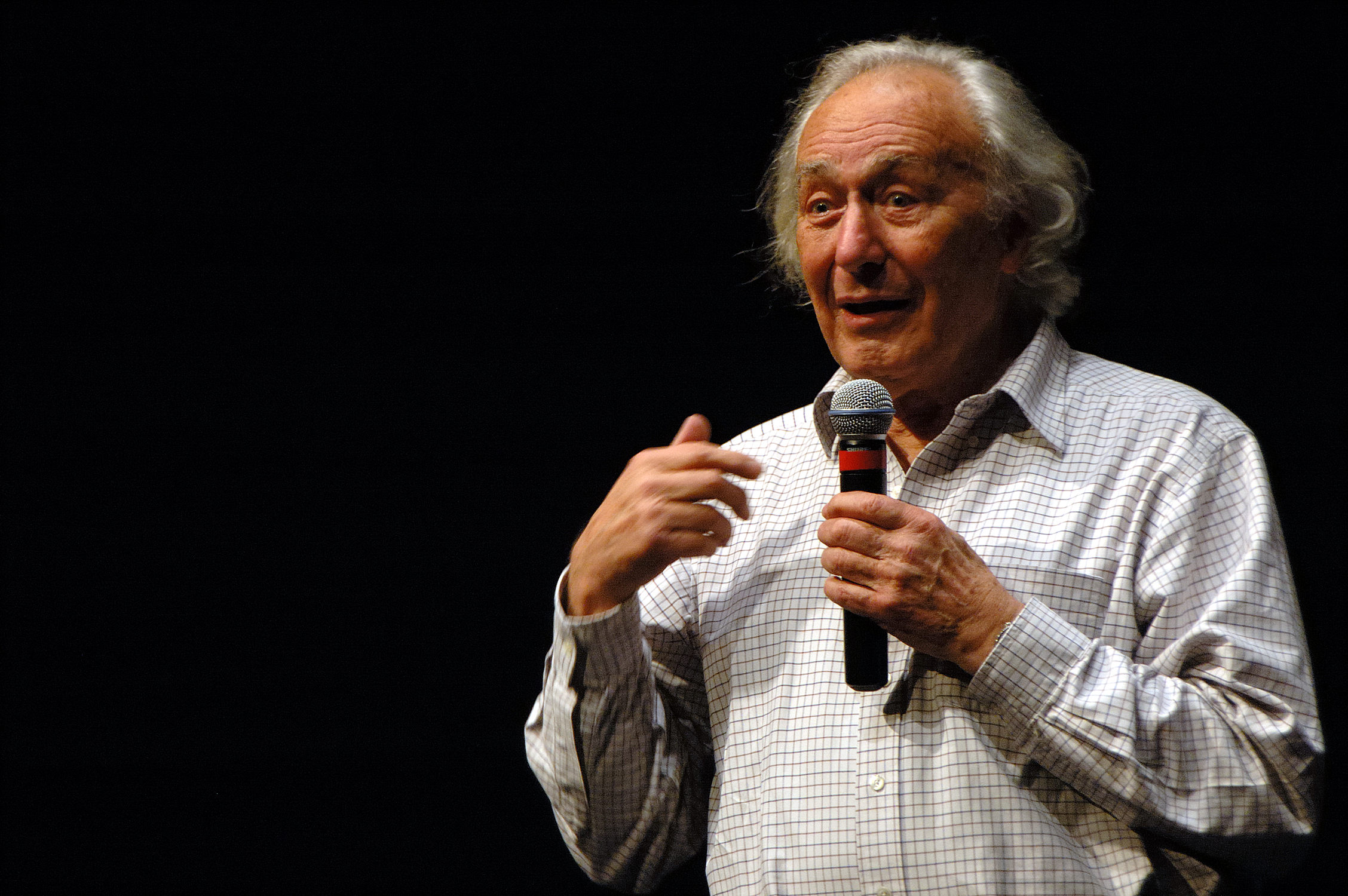
William Klein (Foto: 2008)

William Klein (* 19. April 1926 in New York; † 10. September 2022 in Paris) war ein US-amerikanischer Maler, Filmregisseur und Fotograf. Er lebte und arbeitete in Paris.
Als Fotograf veröffentlichte er eine Reihe von Büchern über große Städte: New York, Rom, Moskau, Tokio und schließlich Paris, wo er seit 1948 lebte und das er wegen seines kosmopolitischen, multiethnischen Charakters liebte. Er hat Künstler wie Helmut Newton, Frank Horvat, David Bailey und Jeanloup Sieff beeinflusst.

## Biographie
William Klein war der Sohn immigrierter Juden. Er studierte zunächst Soziologie und leistete dann seinen Militärdienst. Am 13. Juli 1947 besuchte er zum ersten Mal Paris (als GI) und verliebte sich in „das schönste Mädchen von Paris“. Wenig später trat er in das Atelier von André Lhote (wie Henri Cartier-Bresson), später in das Atelier von Fernand Léger ein. Er lebte in La Garenne-Colombes und heiratete Jeanne Florin.
Zu Beginn der 1950er Jahre stellte Klein abstrakte geometrische Gemälde aus. Gleichzeitig führte er eine Art fotografisches Tagebuch. Chris Marker half ihm, beim Verlag Éditions du Seuil veröffentlicht zu werden; das Buch wurde 1957 mit dem Prix Nadar ausgezeichnet. Fellini lud ihn ein, sein Assistent zu werden. Anfang der 1960er Jahre drehte er mehrere Folgen für die Sendung Cinq Colonnes à la une, darunter Les Français et la politique (Die Franzosen und die Politik), die zensiert wurde.
Bis 1965 arbeitete Klein als Modefotograf für Vogue. Seine Modefotografien „revolutionierten“ das Genre: Seine Models hatten nicht mehr die Hände auf den Hüften und mit ihren Füßen nahmen sie nicht mehr die Position der klassischen Balletttänzerin ein. Kleins Werk umgab damals ein Hauch von Skandal.
Neben der Fotografie begann er früh, nebenher Kurzfilme zu drehen. Mit Louis Malle arbeitete er an Zazie dans le métro. Seine Karriere als Filmemacher war vor allem von seinem politischen Engagement geprägt, insbesondere zugunsten der Afroamerikaner, deren Kämpfe er durch Porträts von Persönlichkeiten wie Muhammad Ali, Little Richard und Eldridge Cleaver zu unterstützen suchte.
1983 und 2005 widmete ihm das Centre Pompidou in Paris jeweils eine Ausstellung. 2004 fand eine Ausstellung „Paris + Klein“ im Martin-Gropius-Bau in Berlin statt. 2019 fand eine umfassende Retrospektive in Madrid statt.
Klein starb im September 2022 im Alter von 96 Jahren in Paris.
Aus seiner Ehe mit Jeanne Florin († 2005) entstammen der Sohn Pierre und die Tochter Caryl.

## Werk

### Dokumentarfilme
- 1958: Broadway by Light
- 1962: Les troubles de la circulation
- 1962: Le business et la mode
- 1962: Les français et la politique
- 1963: Gare de Lyon
- 1964: Aux grands magasins
- 1967: Fern von Vietnam (Loin du Viêt Nam)
- 1969: Muhammad Ali, der Größte (Muhammad Ali, the Greatest)
- 1969: Le Festival Panafricain d’Alger
- 1970: Eldridge Cleaver
- 1977: Hollywood, California: A Loser’s Opera
- 1978: Mai ’68 im Quartier Latin (Grands soirs & petits matins)
- 1980: The Little Richard Story
- 1982: The French
- 1983: Contacts
- 1984: Ralentis
- 1984: Mode en France
- 1992: Babilée ’91
- 1994: In and Out of Fashion
- 1999: Der Messias (Le Messie)

### Spielfilme
- 1966: Wer sind Sie, Polly Magoo? (Qui êtes-vous, Polly Maggoo ?)
- 1969: Mr. Freedom
- 1974: L’anniversaire de Charlotte : mittellanger Film über das Super-8-Festival in Paris
- 1977: Le Couple témoin

### Berühmte fotografische Arbeiten
- Das Foto Gun 1, New York (1955)
- Das Foto Sainte famille à moto (Rom, 1956)
- Die Arbeit Cineposter (Tokio, 1961)
- Die Arbeit für Vogue mit Models in den Straßen von New York 1963
- Das Cover für das Album Love on the Beat (1964) von Serge Gainsbourg
- Die Arbeit Club Allegro Fortissimo (1990)
- Autoportrait (1995) (Kombination von Fotografie und Malerei)[2]

## Bibliographie
- New York (1956)
- Life is good and good for you in New York : Trance Witness Revels (1958)
  - Deutsche Ausgabe: New York 1954.55. Braus, Heidelberg 1995
- Rome (1958)
- Moscou (1964)
- Tokyo (1964)
- Mister Freedom (1970)
- Close up (1989)
- Torino ’90 (1990)
- Mode in & out (1994)
- New York 1954–55 Neuauflage – éd. Marval (1995)
- William Klein Films – éd. Marval (1998)
- Paris + Klein – éd. Marval (2002)
- MMV Romani (2005)
- William Klein, rétrospective – éd. Marval (2005) – mehr als 300 Fotos und 384 Seiten

## Zitat
„Prendre une photo, c’est une excuse pour être badaud. Je me donne l’impression de faire quelque chose donc j’ai moins mauvaise conscience“
(dt. „Ein Foto zu machen ist ein Vorwand, um ein Gaffer zu sein. Ich verschaffe mir das Gefühl etwas zu tun und habe daher ein weniger schlechtes Gewissen.“)